# Łagiewniki (Resko)
Łagiewniki  (deutsch Elvershagen, früher Elbershagen) ist eine Siedlung (osada) in der Gemeinde Resko  (Regenwalde) in der polnischen Woiwodschaft Westpommern.

## Geographische Lage
Das Dorf liegt in Hinterpommern, an der linken Seite der Rega, über die hier eine Brücke führt, etwa sieben Kilometer ostsüdöstlich der Stadt Regenwalde (Resko) und 15 Kilometer nordnordwestlich der Stadt Labes (Łobez).

## Geschichte
|  |

Elvershagen (Elbershagen) ostsüdöstlich der Stadt Regenwalde (Regenwolde) auf der Landkarte des Eilhard Lubinus von 1618 (Ausschnitt)

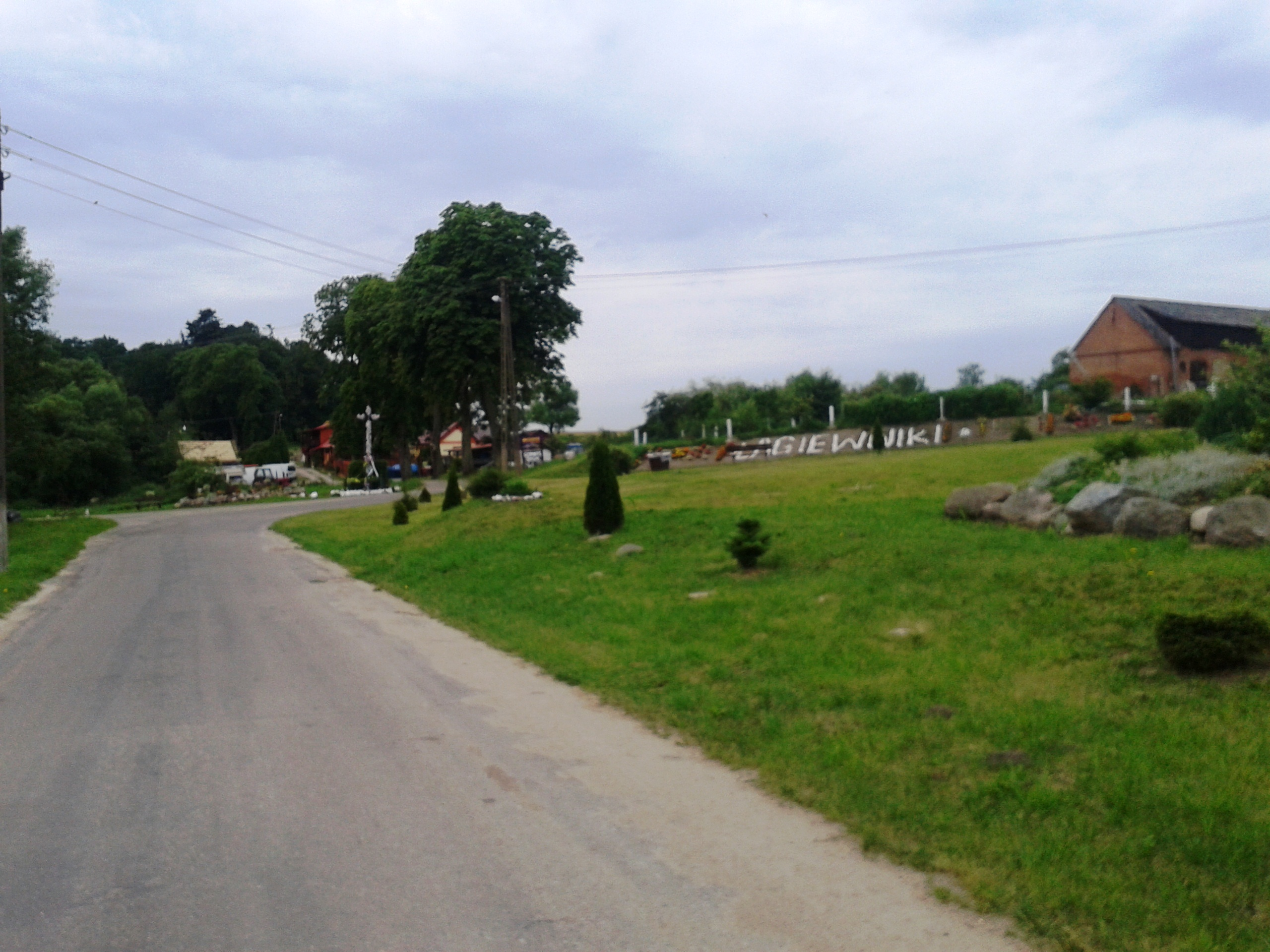
Dorfstraße (Aufnahme 2014)

Der Ortsname Elvershagen, der im 17. Jahrhundert Elbershagen lautete, wird auf das erloschene Geschlecht der Herren von der Elbe (de Albea) zurückgeführt, die um das 14. Jahrhundert bei Schivelbein und an anderen Orten der Umgebung Besitz hatten.
Das ehemalige Rittergut Elvershagen war ein altes Lehen der Borkonen der Regenwalde-Stramehlschen Linie. Von den Borkonen ist überliefert, dass sie sich über Generationen weigerten, ihre alten Erb- und Stammgüter von den Greifen als den pommerschen Oberlehnsherren durch Leistung des Lehnseids in Empfang zu nehmen. Nur bei den neueren Besitzungen, die ihnen vom Landesfürsten selbst übertragen worden waren, willigten sie ein. Die Befreiung von der Lehnsempfängnis behaupteten sie bis ins Jahr 1567, dann gaben sie ihren Widerstand unter der Regierung der Herzöge  Johann Friedrich und Barnim X. auf, machten jedoch zur Bedingung, dass ihnen daraus kein Nachteil erwachsen dürfe.
1745 kamen Dorf und Gut Elvershagen an die Familie Bonin, die hier noch im letzten Quartal des 18. Jahrhunderts saß. Im Rahmen der Regulierung der gutsherrlichen und bäuerlichen Verhältnisse aufgrund des Edikts vom 14. September 1811 wurden sechs Bauernhöfe im südwestlich von Elvershagen gelegenen Nachbardorf Obernhagen, die zur Herrschaft Elvershagen gehört hatten, abgetrennt und im Januar 1813 öffentlich versteigert.
Nachdem das Gut Zwischenbesitzer gehabt hatte, wurde es 1830 an den Freiherrn Hugo Friedrich Erdmann v. Willamowitz-Möllendorff verkauft, der es 1840 an Friedrich v. Bülow veräußerte. Dieser verkaufte das Rittergut 1863 an den Kammerherrn v. Heyden.
Die Gemeinde Elvershagen hatte um 1930 eine Flächengröße von 15 km². In der Gemarkung des Orts standen insgesamt 24 bewohnte Wohnhäuser an vier verschiedenen Wohnstätten:
1. Elvershagen
2. Kolonie Elvershagen
3. Luisenhof
4. Ottoburg

Bis 1945 gehörte Elvershagen zum  Landkreis Regenwalde im Regierungsbezirk Stettin, seit 1939 im Regierungsbezirk Köslin, der preußischen Provinz Pommern des Deutschen Reichs.
Gegen Ende des Zweiten Weltkriegs besetzte im Frühjahr 1945 die Rote Armee die Region. Bald darauf wurde Elvershagen seitens der sowjetischen Besatzungsmacht der Volksrepublik Polen zur Verwaltung überlassen. Es begann danach die Zuwanderung von Polen. Die einheimischen Dorfbewohner wurden von der polnischen Administration vertrieben. Das deutsche Dorf Elvershagen wurde unter der Ortsbezeichnung Łagiewniki verwaltet.

## Einwohnerzahlen
- 1925: 351, darunter zwei Katholiken, keine Juden[5]
- 1933: 317[6]
- 1939: 324[6]

## Söhne und Töchter des Orts
- Friedrich Adrian von Borcke (1734–1806), preußischer Generalleutnant und Chef des Infanterie-Regiments Nr. 30
- Otto Friedrich Fürchtegott von Bonin (1756–1833), Landschaftsdirektor des Stargardschen Departements der Pommerschen Landschaft